# Ōninki
L'Ōninki (応仁記) est un conte guerrier (gunki monogatari) japonais rédigé au XVe ou au XVIe siècle. 
Il porte sur la guerre d'Ōnin qui touche le pays de 1467 à 1477.